# Cruachan
Cruachan (рус. Круакан) — ирландская группа, играющая в стиле фолк-метал. Cruachan смешивают кельтскую музыку, историю и мифологию с блэк-металом, влияние которого на творчество группы со временем уменьшается.
В лирике группы также часты ссылки на эпоху викингов, на ирландские мифы и легенды. Некоторые их песни также основаны на вселенной Средиземья (например, The Fall of Gondolin из альбома Tuatha Na Gael и Sauron из сингла Ride On).

## История

### Предыстория

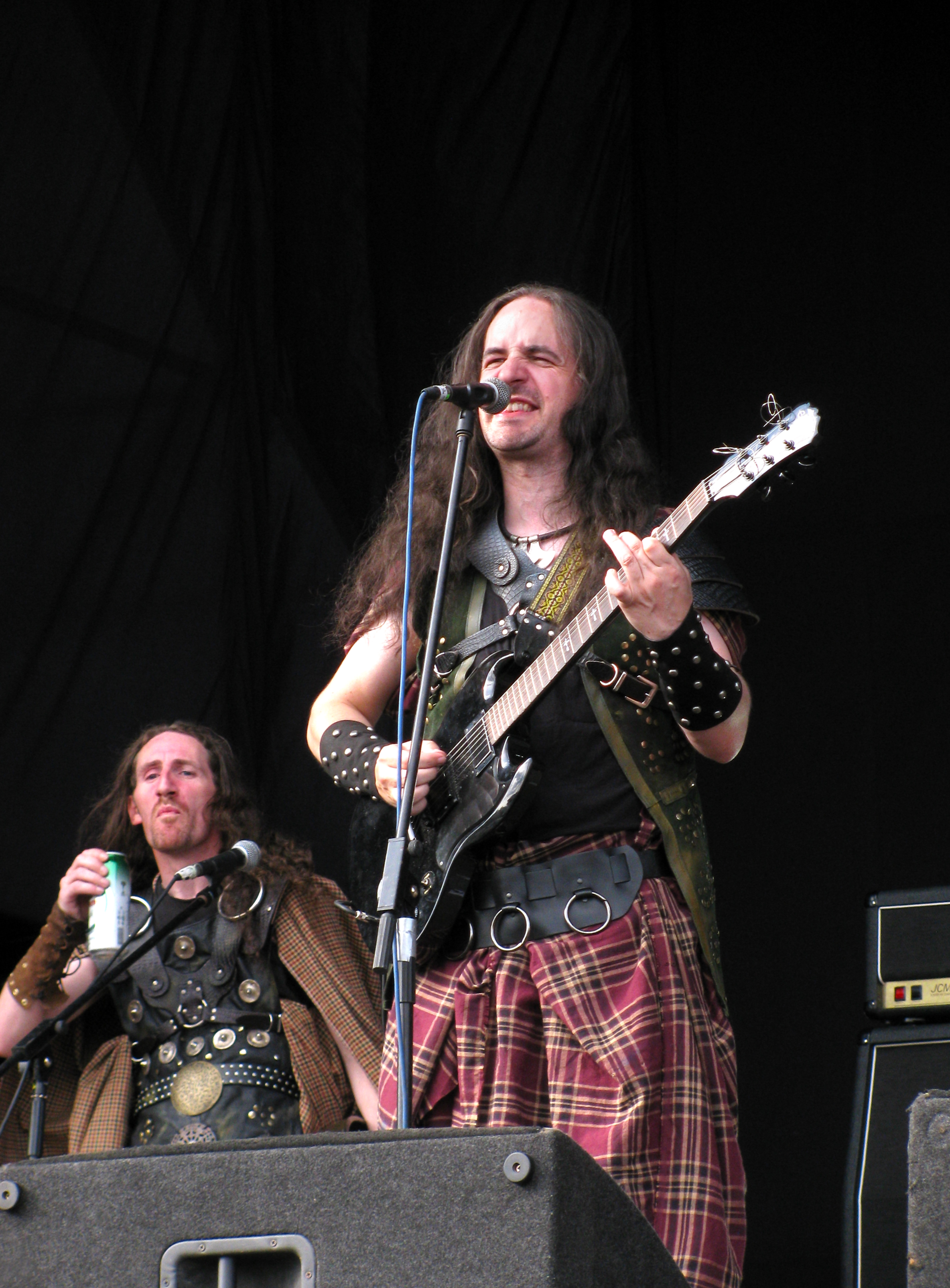
Кит Фэй на Global East Rock Festival 2010

В 1990 году 14-летний Кит Фэй присоединился к группе P.U.S., игравшей грайндкор, а позже перешёл в дэт-метал-группу Crypt. В новой группе остальным участникам было около 20 лет, тогда как Фэю всё ещё не исполнилось и пятнадцати. Здесь он познакомился с басистом Джоном Клохесси, который впоследствии станет одним из основателей Cruachan. На тот момент, по воспоминаниям самого Фэя, он был под влиянием таких музыкантов как Мик Харрис и Милле Петроцца, игравших в довольно экстремальных стилях музыки. Блэк-метал на тот момент всё ещё находился в андерграунде, и Фэй тогда всерьёз полагал, что он первый начал использовать скриминг.
После записи нескольких демо в 1991 году группа Crypt распалась, и Фэй сформировал собственную группу Minas Tirith, ориентированную на творчестве Джона Толкина. В состав группы помимо самого Фэя вошли Стивен Андерсон и Джей О’Нил. В этот период Фэй начал всё больше интересоваться фолк-музыкой и познакомился с дебютным альбомом британской фолк-метал-группы Skyclad. По признанию Фэя, этот альбом произвёл на него огромное впечатление, и он решил исполнять не блэк-метал (хотя жанр Minas Tirith впоследствии он определял как «странноватый heavy metal»), а его гибрид с ирландской фолк-музыкой. К 1992 году Фэй распустил Minas Tirith.

### Основание группы, дебютный альбом, распад
В 1992 году Кит Фэй вместе со своим братом Джоном и старым знакомым Джоном Клохесси создал новую группу (хотя иногда в интервью Фэй говорит лишь о переименовании Minas Tirith), получившую название Cruachan  в честь ворот в подземный мир в ирландской мифологии. Впоследствии Джон давал следующую трактовку названия: «Это пещера на западе Ирландии, и кельты считали, что это — ворота в Мир Иной, но христиане запудрили кельтам мозги, и теперь новообращённые кельты называют её воротами в Ад».
В новой группе Джон играл на всех духовых инструментах. Кроме того, её состав был пополнен ещё несколькими музыкантами, после чего группа приступила к записи своего первого демо Celtica. Эта запись привлекла внимание немецкого лейбла Nazgul’s Eyrie Productions, с которым группа подписала контракт на выпуск своего дебютного альбома. Запись альбома производилась силами братьев Фэев, гитариста Леона Байаса, бас-гитариста Джона Клохесси, клавишницы Коллетт О’Фахи и барабанщика Джея О’Нила. Альбом Tuatha Na Gael вышел в 1995 году. Релиз, хотя и отличался оригинальностью материала, но обоснованно подвергся критике за плохое качество записи.
В 1997 году к группе присоединяется певица Айслин Ханрахан и гитарист Джей Бреннан, после чего группа начинает записывать новое промо, которое предназначалось для рассылки лейблам звукозаписи. Интерес к промо проявил крупный немецкий лейбл Century Media Records, музыканты вступили в переговоры с лейблом, но в итоге отказались от контракта, который, по словам Фэя, предложенный контракт позволял лейблу полностью контролировать творческую деятельность группы. В итоге группа распалась в том же году.

### Возрождение

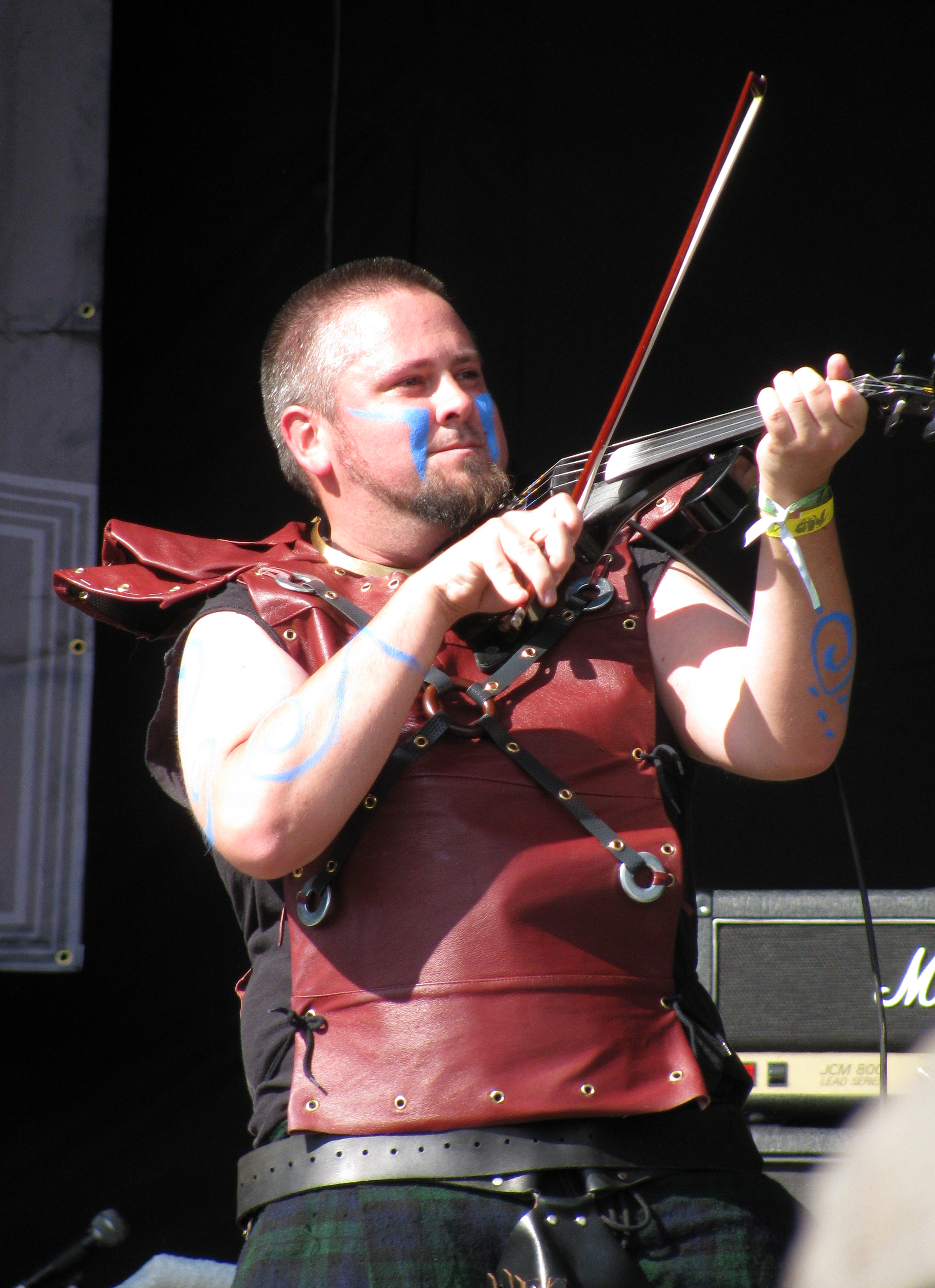
Джон Райан на Global East Rock Festival 2010

В январе 1999 года братья возрождают группу. Решение возродить группу Кит Фэй объяснял тем, что после распада группы начал регулярно натыкаться в Интернете на веб-сайты музыкальных групп, утверждавших, что именно они первыми начали смешивать кельтский фолк и метал. Это ужасно злило Фэя и в конечном счёте привело к решению возродить группу. Но Байас, Колетт О’Фахи и О’Нил в группу уже не вернулись.
В конце того же года к группе в качестве барабанщика присоединился Джо Фаррелл, который был найден «в местном пабе в луже его собственной блевотины и дерьма». Вскоре музыканты заключили контракт с голландским лейблом Hammerheart Records на выпуск их следующего альбома. Новая вокалистка, Карен Гиллиган, изначально была приглашена для исполнения двух песен, остальные партии вокала должен был исполнить Кит Фэй. Но уже после первых проб участники группы предложили Карен стать полноправной участницей группы, на что та ответила согласием.
На студийных записях на клавишах обычно играл Фэй, но для планируемого на конец 2001 года тура было решено найти клавишницу. В сентябре 2001 года группа выпускает своей первый сингл «Ride On», содержащий кавер-версию одноимённой песни Джимми Маккарти, для исполнения партий бэк-вокала которой был приглашён Шейн Макгоуэн из группы The Pogues. Сингл вышел только на территории Ирландии, в первые дни продаж пользовался большим спросом, благодаря чему группа впервые попала в национальный чарт Top 40.
Макгоуэн принял участие и в записи альбома Folk-Lore, исполнив вокальную партию в песне «Spancill Hill». В августе того же года группе удается решить вопрос с переизданием дебютного альбома, ремастерированная версия которого вышла с демозаписями 1997 года.
В течение следующих пары лет состав группы претерпел ряд изменений. В середине 2002 года группу покинул один из её основателей, Джон О’Фахи. Ему на замену в январе 2003 года был взят Эд Гилберт, игравший на клавишных, вистлах, банджо и акустической гитаре. Гилберт не был новичком в группе, поскольку к тому времени он уже год как играл с группой в качестве сессионного музыканта, в том числе участвуя и в концертной деятельности группы.
В конце 2002 года группа продлила контракт с Hammerheart Records.
Вскоре группа впервые выбирается за пределы Европы. В марте 2003 года группа была приглашена в Россию для выступления в Санкт-Петербурге на фестивале в честь Дня святого Патрика. Вскоре по возвращении группа приступает к записи альбома Pagan. В мае в группу возвращается Джон для участия в записи альбома, но уже в августе группа объявила о повторном его уходе. Как и в прошлый раз, было заявлено об уходе «по личным причинам». Обложку к новому альбому нарисовал Джон Хоуи, один из ведущих иллюстраторов произведений Толкина и один из концепт-дизайнеров трилогии фильмов «Властелин колец».
В сентябре 2003 года владельцы Hammerheart Records Петер ван Оол и Гуидо Хейнен объявили о пересоздании лейбла под новым названием Karmageddon Media. Контракты с исполнителями и все права на бэк-каталог также перешли к Karmageddon Media.
В начале 2005 года группа расстаётся с лейблом Karmageddon Media, но по контракту лейбл выпускает без ведома музыкантов компиляцию "A Celtic Legacy", включающую ранние демозаписи и 2 ранее неизданные песни. Группа приступает к записи нового альбома, в котором предполагалось участие Мартина Уолкиера, известного по работе в таких группах как Skyclad и Sabbat, но это сотрудничество не состоялось. В сентябре группа отправляется в европейское турне Pagan Invasion при поддержке немецкой группы Black Messiah. В январе 2006 года группа отправилась в дублинскую студию Sun Studios для записи альбома, получившего название The Morrigan’s Call. В июне был подписан контракт на его издание с немецким лейблом AFM Records.
В январе 2007 года по «личным причинам» группу покинул ударник Джо Фарелл. Его заменил Колин Пёрселл. После ухода группы от AFM в начале 2010 года вокалистка Карен Гиллиган приняла решение уйти из группы. Оставшиеся участники решили не искать ей замену, а предпочли вернуться к исполнению экстремальной фолк-метал-музыки. Ими было записано трёхпесенное демо, разосланное лишь нескольких людям. Летом 2010 года был подписан контракт с Candlelight Records, которое долго не продлилось, альбом 2014 года "Blood for the Blood God" вышел уже на немецком Trollzorn Recods.

## Стиль, влияние, оценка творчества
После выпуска дебютного альбома группа довольно быстро завоевала позиции на европейской метал-сцене благодаря тематике своих композиций, основанной на различных мифах. Тексты песен на исторические темы хорошо дополнялись большим набором используемых инструментов, среди которых встречались как современные гитары, бас-гитары и ударные, так и ирландские волынки, вистлы, арфы, греческие бузуки и боураны.
Кит Фэй в начале 2000-х заявлял, что группа никогда и не звучала как блэк-метал-группа, хотя участники и разделяли взгляды современных блэк-метал-коллективов. Главное же отличие, по словам Фэя, заключалось в нежелании торговать собственными убеждениями. По его словам, для него очень важную роль играла фолк-музыка кельтских стран, но его вкусы не ограничивались исключительно ею. После распада группы он начал слушать музыку различных жанров — от классической музыки и до различных жанров метала.

## Состав

### Текущий
- Кит Фэй (англ. Keith Fay / O’Fathaigh) — вокал, гитара, бойран, мандолина, бузуки, банджо
- Tom Woodlock - ударные
- Joe Farrell — ударные, перкуссия (2000-2007), бас-гитара (с 2020)
- David Quinn - гитара (с 2020)
- Audrey Trainor - скрипка (с 2020)

### Бывшие участники
- Eric Fletcher – бас-гитара (2012–2018)
- John Fay — ирландская флейта, вистл, ирландская волынка, лоу-вистл (1992—1997, 1999—2003, 2005-2016)
- Karen Gilligan — вокал, перкуссия
- Jay O’Niell — ударные, перкуссия
- Collete O’Fathaigh — клавишные
- Leon Bias — акустическая гитара, мандолина, бузуки
- Aisling Hanrahan — вокал
- Рустам Шакирзянов — бас-гитара (2018-2020)
- Mauro Frison — ударные
- Kieran Ball — гитара (2012-2020)
- John Ryan Will — вистл, скрипка, банджо, бузуки, клавишные

## Дискография
Студийные альбомы
- Tuatha Na Gael (1995)
- The Middle Kingdom (2000)
- Folk-Lore (2002)
- Pagan (2004)
- The Morrigan’s Call (2006)
- Blood on the Black Robe[англ.] (2011)
- Blood for the Blood God[англ.] (2014)
- Nine Years of Blood[англ.] (2018)
- The Living and the Dead (2023)

Мини-альбомы
- Ride On (2001)

Синглы
- The Very Wild Rover (2006)

Сборники
- A Celtic Legacy (Best of) (2007)

Бокс-сеты
- A Celtic Trilogy (2002)

Демо
- Celtica (1994)
- Promo '97 (1997)
- I am Warrior (2010)